# Krystian Haremza
Krystian Haremza, född 17 januari 2001, är en polsk taekwondoutövare. 

## Karriär
I maj 2024 tog Haremza brons i +87 kg-klassen vid EM i Belgrad.